# Ziehbereich (Blasinstrumente)
Der Ziehbereich von Tönen auf Blasinstrumenten ist die maximale Tonhöhenänderung nach oben und nach unten von einer durch das Instrument vorgegebenen Tonstufe. Durch den Ansatz ist es in gewissem Maß möglich, von der idealen Tonhöhe abzuweichen, die durch die Abmessungen der schwingenden Luftsäule im Instrument beziehungsweise deren Veränderung durch Grifflöcher oder Ventile gegeben ist. Der Ziehbereich wird in Cent angegeben. Ein minimaler Ziehbereich ist für das Spiel der meisten Blasinstrumente Voraussetzung, um sich an Intonationsschwankungen anpassen zu können.
Seitdem mikrotonale Verzierungen in der westlichen Musik weggefallen sind und die temperierte Stimmung zum Ideal erhoben wurde, versuchten Instrumentenbauer, den Ziehbereich möglichst zu reduzieren, weil er Intonationsschwierigkeiten verursachte. Ältere Blasinstrumente wie Blockflöte oder Zink haben einen großen Ziehbereich, jüngere wie das Akkordeon einen möglichst geringen. Orientalische Spielweisen der Klarinette verwenden ihren relativ großen Ziehbereich dagegen nicht bloß für Intonationskorrekturen. Die Albert-System-Klarinette wird trotz ihrer (nach den Kriterien des Sinfonieorchesters) veralteten Bauweise noch gespielt, um Blue-notes oder Glissando spielen zu können.
Hermann Meinel gibt für die Blockflöte einen Ziehbereich von 84 Cent an, für das Fagott 70 Cent, für das Waldhorn 48 und für das Akkordeon 12 Cent.